# Gator och torg på Gärdet

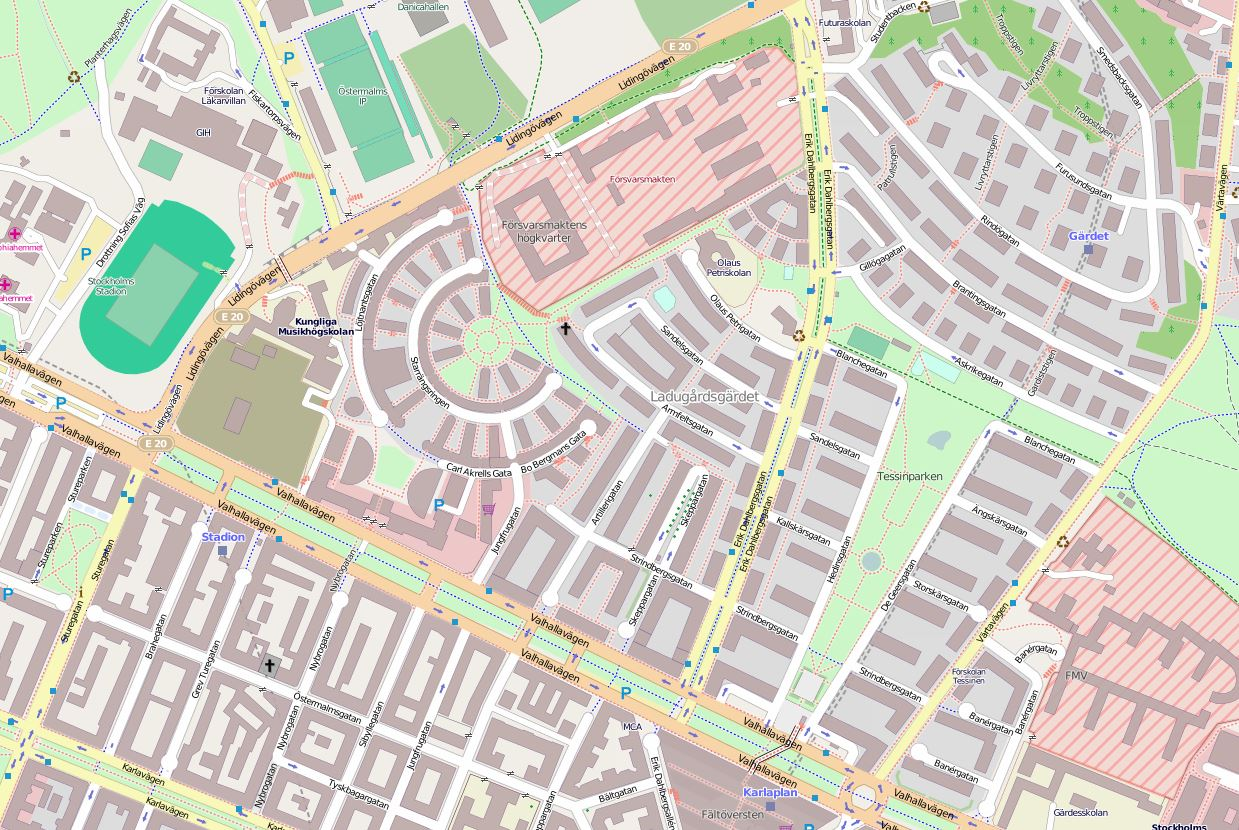
Västra Gärdet på Open street map 2014

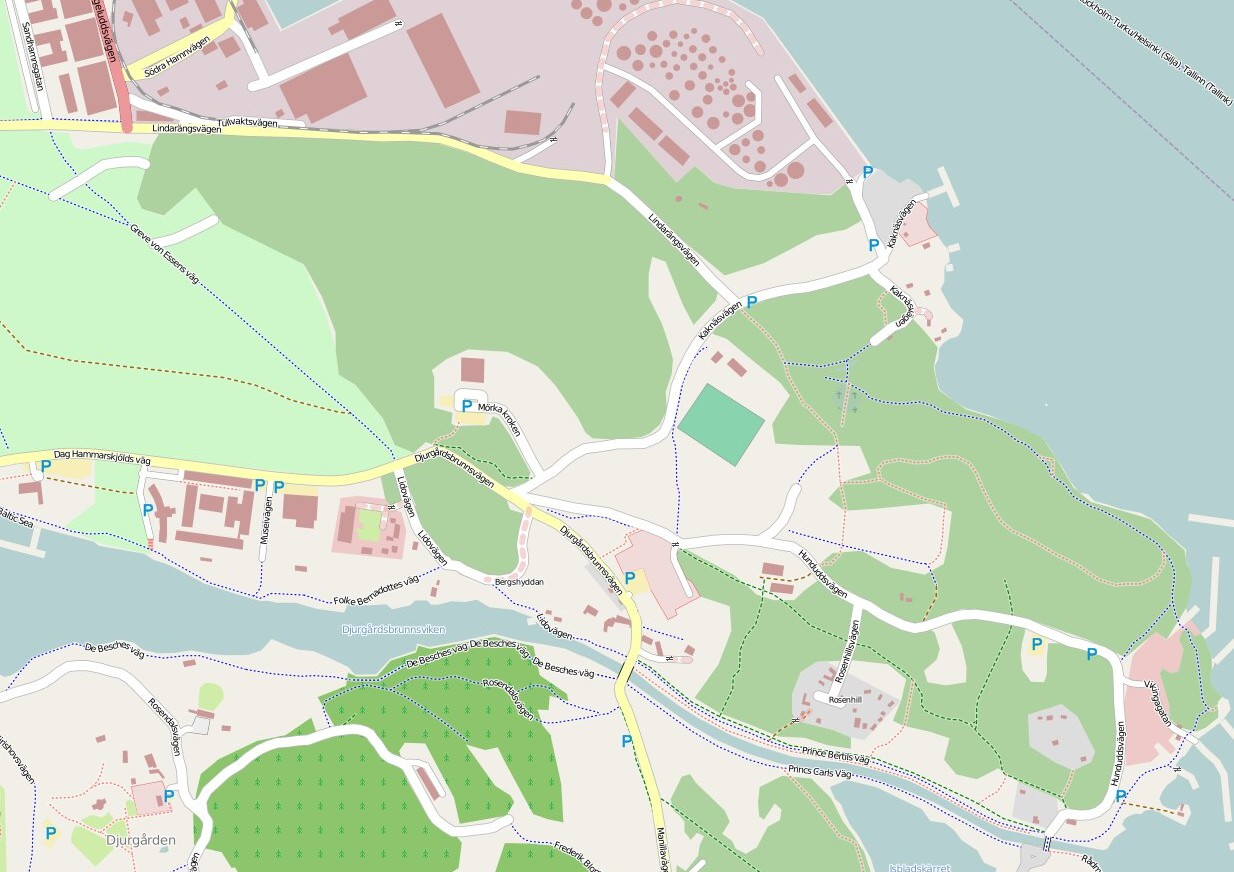
Östra Gärdet på Open street map 2009

Förteckning av gator och torg på Gärdet i Stockholm.

## Gator i urval
I alfabetisk ordning, årtal i parentes anger när nuvarande namn gavs.
- Armfeltsgatan (1931); sträcker sig från Erik Dahlbergsgatan i nordvästlig riktning.
- Askrikegatan (1931). Går från Värtavägen till Gillögagatan, uppkallad efter Askrikefjärden.
- Basgången(2016) Ny gatan bredvid den nya Kunliga Musikhögskolan campus.
- Blanchegatan. Går vid Tessinparken. Uppkallad efter publicisten August Blanche
- Brantingsgatan (1931); går mellan Erik Dahlbergsgatan och Värtavägen. Vid Brantinggatan ligger en nedgång till tunnelbanestation Gärdet. Bostadshusen längs gatan uppfördes 1937-1940. Gatan är uppkallad efter Sveriges första demokratiskt valda statsminister Hjalmar Branting.
- De Geersgatan; går från Valhallavägen norrut på östra sidan av Tessinparken. Den är uppkallad efter Sveriges förste statsminister Louis De Geer (1818–1896).
- Djurgårdsbrunnsvägen (1954); går från Dag Hammarskjölds väg i Diplomatstaden fram till Djurgårdsbrunnsbron.
- Erik Dahlbergsgatan (1930); går från Valhallavägen till Lidingövägen.
- Furusundsgatan; går från Värtavägen (återvändsgata).
- Gillögagatan (1931). Gatan är uppkallad efter Gillöga skärgård.[1]
- Greve von Essens väg (1954), går mellan Lindarängsvägen och Kaknäsvägen och har sitt namn efter överhovstallmästaren greve Gustaf von Essen (1803-1874).
- Hedinsgatan: går från Valhallavägen norrut på västra sidan av Tessinparken. Den är uppkallad efter publicisten och politikern Adolf Hedin (1834-1905).
- Hunduddsvägen (1961); går från Djurgårdsbrunnsvägen till Lilla Värtan.
- Kaknäsvägen (1954); går från Djurgårdsbrunnsvägen till Lilla Värtan.
- Lidingövägen (1954); gårfrån Valhallavägen till Ropsten.
- Lidovägen (1954); går förbi Villa Lido och Bergshyddan.
- Lindarängsvägen (1954); går från Valhallavägen till Kaknäsvägen.
- Melodislingan(2016) Ny gatan intill den nya Kunliga Musikhögskolan campus, förlängd från Grev turegatan
- Mörka kroken (1965); går från Kaknäsvägen fram till Kaknästornet
- Rindögatan (1931); går mellan Furusundsgatan och Erik Dahlbergsgatan. Uppkallad efter ön Rindö utanför Vaxholm.
- Sandhamnsgatan (1931) sträcker sig från Värtavägen i norr till Lindarängsvägen i söder.
- Smedsbacksgatan (1931); ligger i bostadsområdet söder om Lidingövägen/Tegeluddsvägen.
- Tegeluddsvägen (1915); går från Lidingövägen till Lindarängsvägen.
- Värtavägen (1912); går från Karlaplan till Tegeluddsvägen.

## Torg och platser
- Josef Franks plats, i korsningen Furusundsgatan/Rindögatan

## Bilder

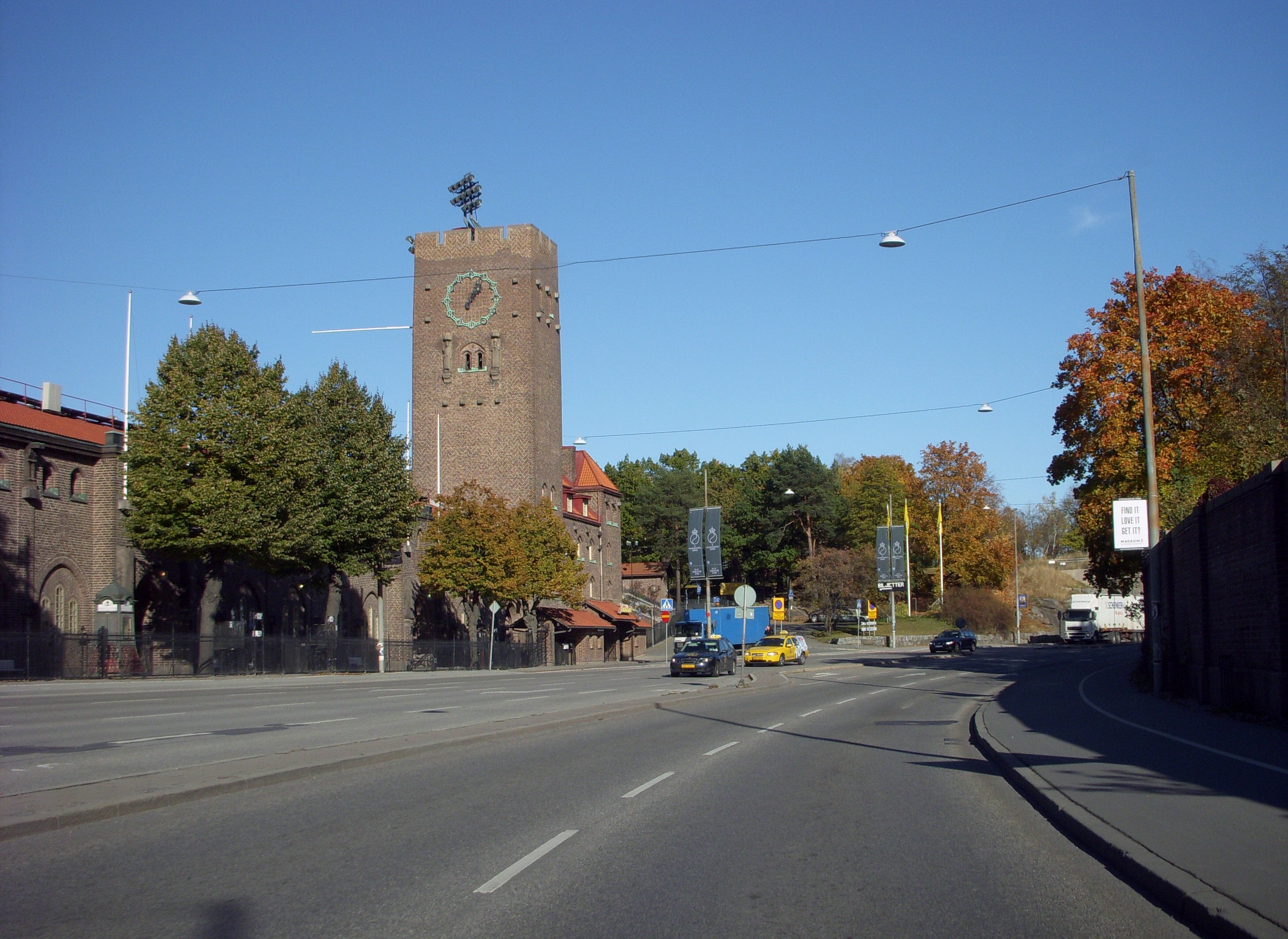
Lidingövägen österut
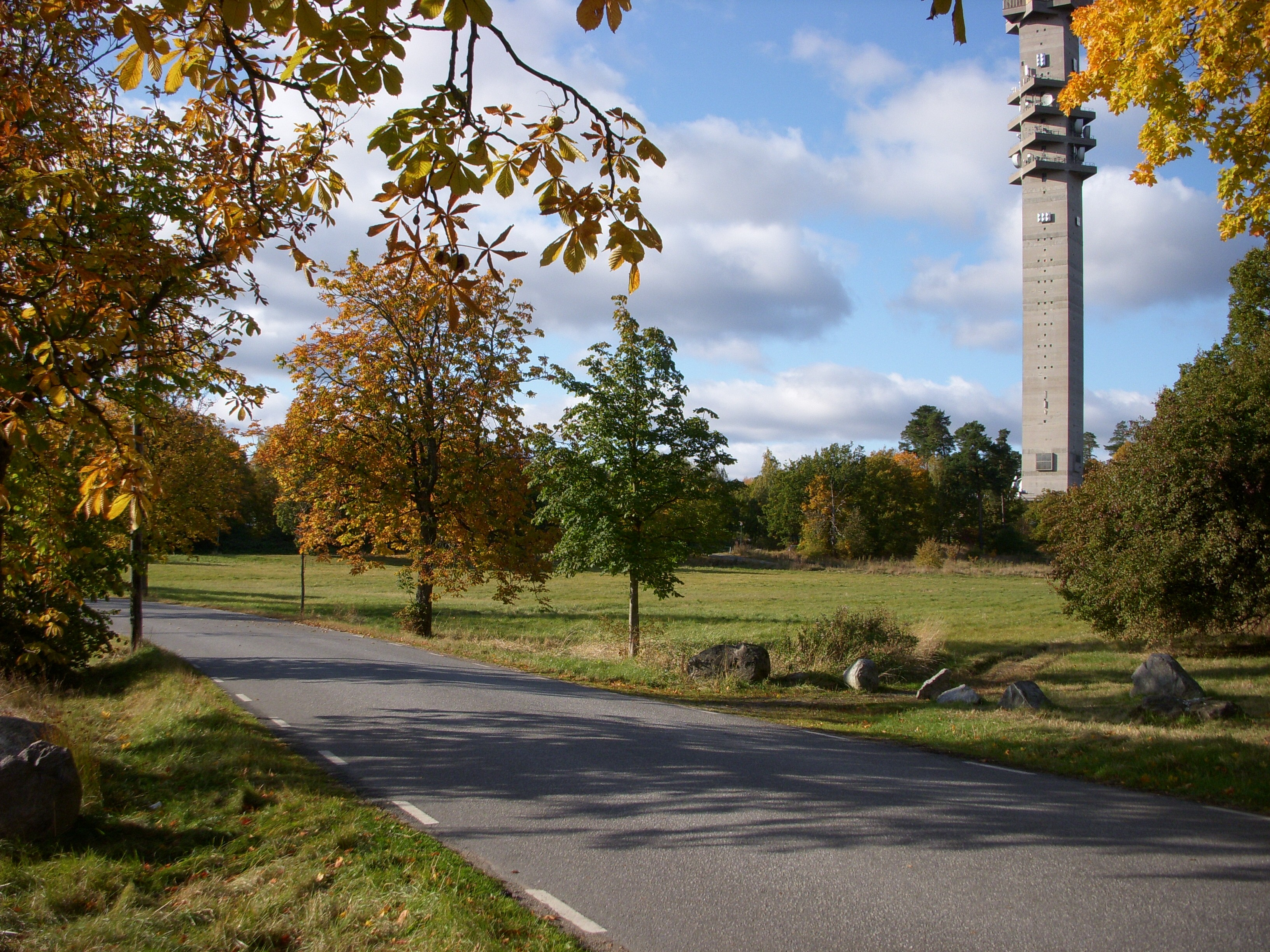
Kaknäsvägen österut
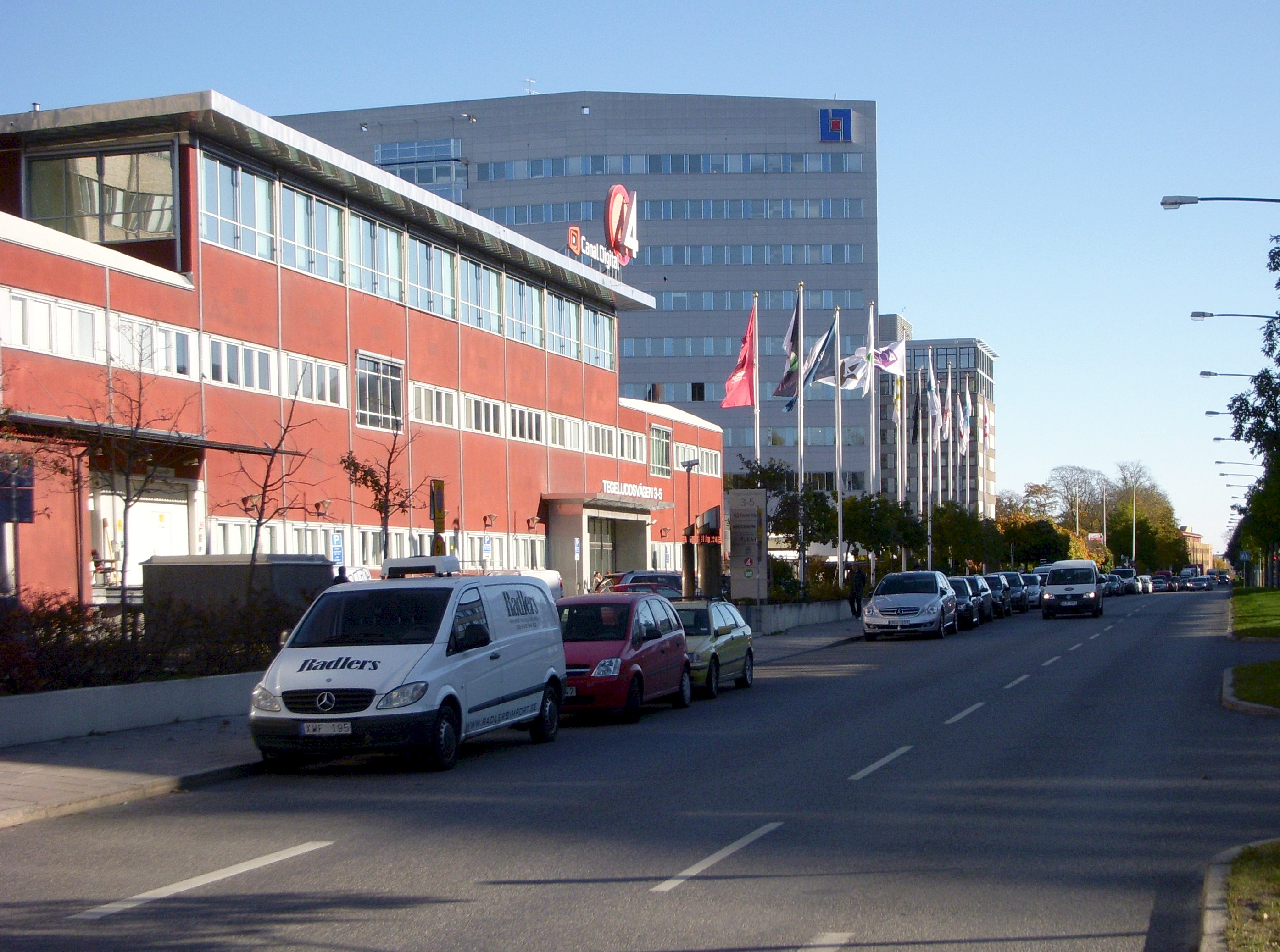
Tegeluddsvägen söderut
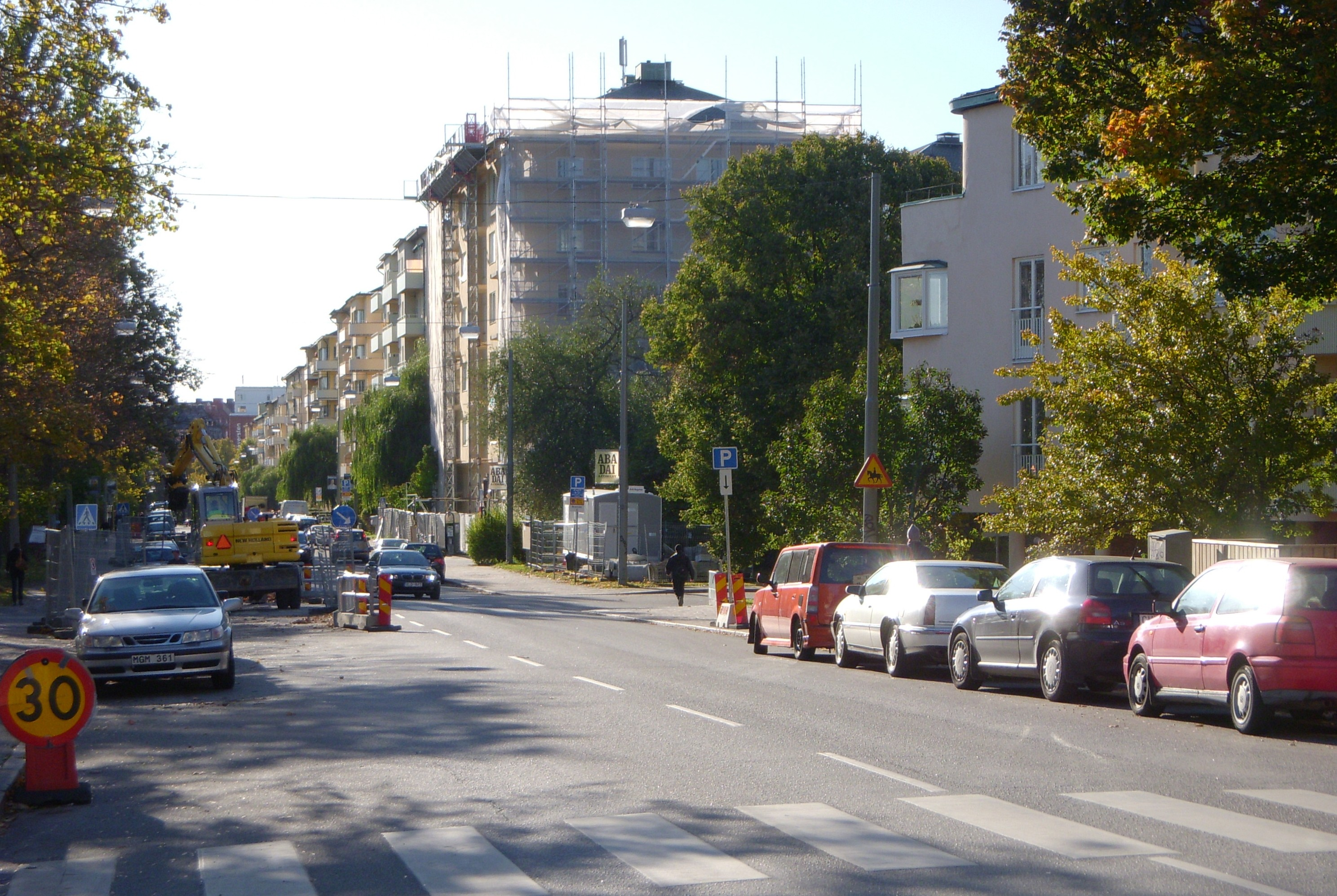
Värtavägen västerut
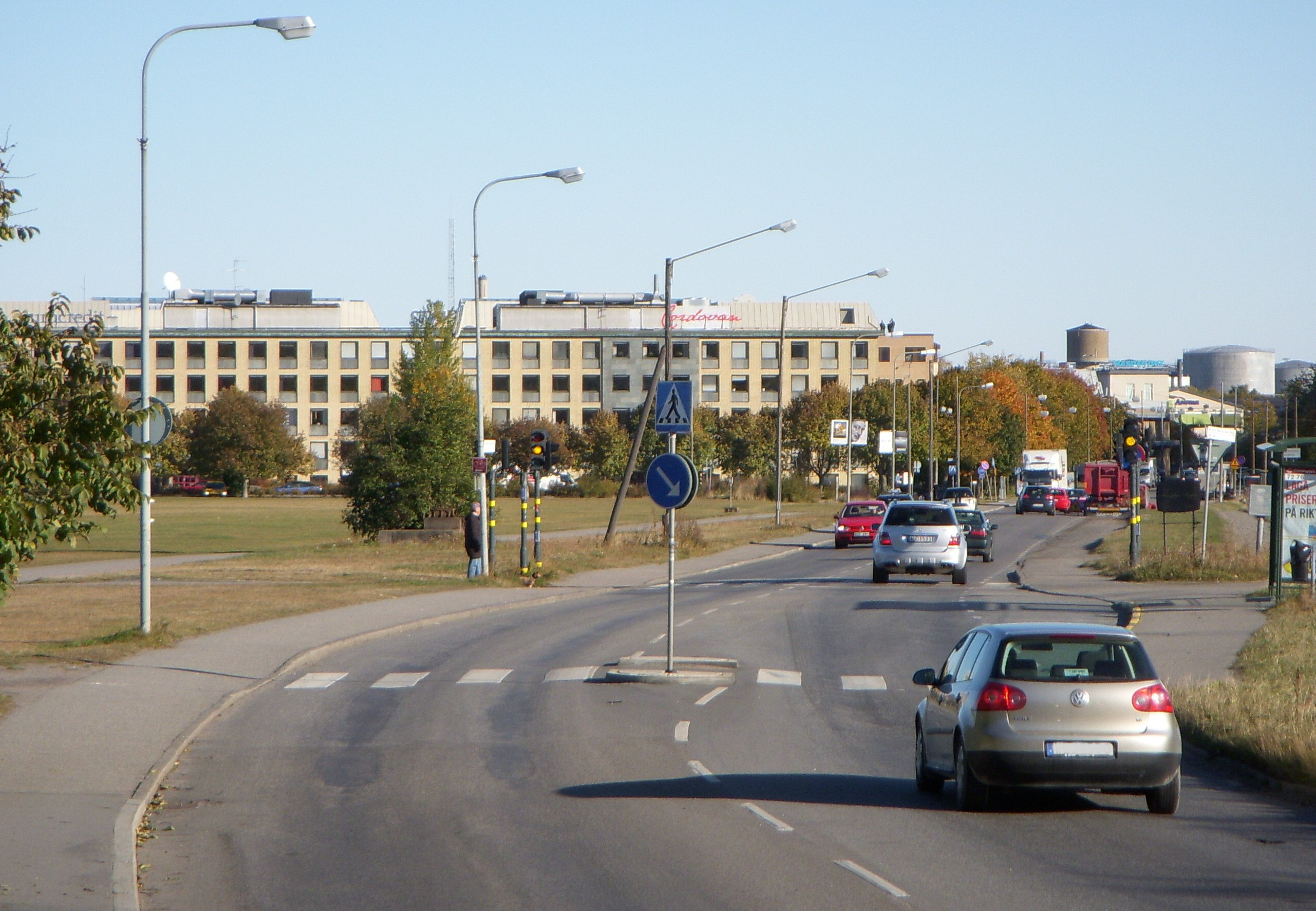
Lindarängsvägen österut